# Anguilla
Pour les articles homonymes, voir Anguilla (homonymie).
Ne doit pas être confondu avec Antigua (île).
Anguilla (ou Malliouhana de son nom arawak) est un territoire britannique d'outre-mer de la mer des Caraïbes, depuis 1995 membre associé à l'Organisation des États de la Caraïbe orientale.
Auparavant, le territoire faisait partie de la colonie de la couronne de Saint-Christophe-Niévès-Anguilla avec Saint-Christophe et Niévès, mais il s'en est retiré en 1967.

## Géographie

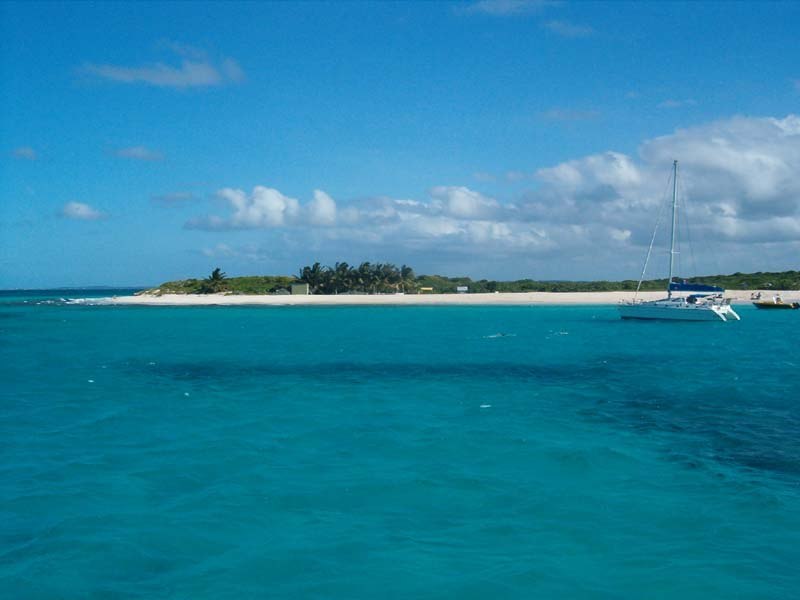
L'îlot désert de Prickly Pear.

Anguilla est un archipel de 102 km2 situé à 7,2 kilomètres au nord de l'île Saint-Martin. C'est aussi le nom de l'île principale, d'une superficie de 96 km2, qui doit son nom à sa forme allongée. L'altitude ne dépasse pas 65 m et culmine à Crocus Hill. Dog Island et Prickly Pear sont des îles inhabitées entourées de récifs et de plages de sable fin. Une distance vers le sud-est de 7 kilomètres seulement sépare Anguilla de Bell Point, sur l'île Saint-Martin, tandis que 145 km vers l'ouest-nord-ouest sont à parcourir pour rejoindre Beef Island, aux îles Vierges britanniques.
Des vols relient l'aéroport d'Anguilla à Porto Rico et l'aéroport international Princess Juliana (aéroport de Philipsburg, à Saint-Martin côté néerlandais).

## Histoire

### Peuplement arawak et premiers explorateurs
Avant l'arrivée des Européens l'île est appelée Malliouhana, « pointe de flèche », par les autochtones Arawaks[réf. nécessaire]. Ils y ont laissé des vestiges qui remontent au moins à l'an 600 de notre ère, en particulier des pétroglyphes au fond d'une grotte nommée la Fontaine et les restes d'une quarantaine de villages. Les Arawaks cultivaient le manioc, le coton, le maïs et la patate douce. Ils pêchaient différentes variétés de poissons et coquillages de récifs.
La première mention de l'île par un Européen est faite par Christophe Colomb en 1493, qui la nomme Anguilla, probablement en raison de sa forme allongée.

### Colonisation britannique

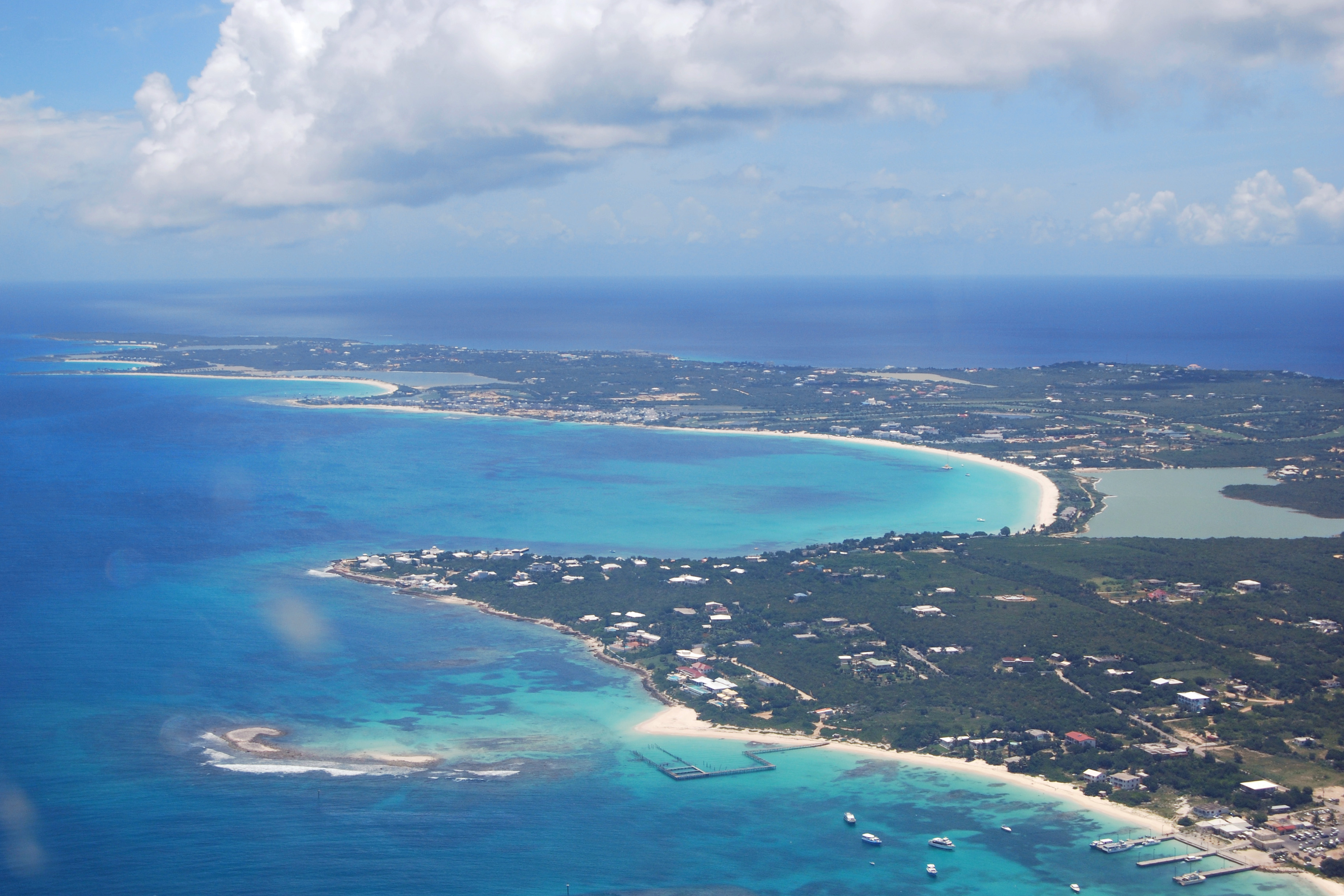
Vue de la portion ouest de l'île

Anguilla est colonisée par les Anglais en 1650, une période où ce sont essentiellement des pirates et boucaniers qui la peuplent et en font un repaire. En 1648, les Hollandais s'étaient établis non loin, sur les îles de Tortola et de Virgin Gorda, qui servirent encore de refuge pour les pirates hollandais, Joost van Dijk étant demeuré le plus célèbre, on donna son nom à l'une des îles Vierges. Tous les Hollandais furent expulsés par des flibustiers anglais en 1666. Vers 1680, ce sont des planteurs anglais venus d'Anguilla qui se fixèrent à Tortola, puis à Anegada et à Virgen Gorda.
En 1745 et 1796, l'île subit deux tentatives d'invasion par la France.
De 1650 à 1882, elle est alternativement rattachée administrativement à Saint-Christophe située à une centaine de kilomètres au sud, au-delà des îles de Saint-Martin et de Saint-Barthélemy, ou à Antigua, à 200 km au sud-est. Après l'abolition de l'esclavage en 1834, les colons quittent l'île et vendent leurs terres à leurs anciens esclaves[Information douteuse][réf. nécessaire].

### Colonie de Saint-Christophe, Niévès et Anguilla
De 1882 à 1967, Anguilla est une partie de la colonie de Saint-Christophe-Niévès-Anguilla, mais sa population se plaint régulièrement de l'oubli où la laisse Saint-Christophe. Par exemple, le nom d'Anguilla est ainsi omis des inscriptions des bâtiments officiels (comme celui de la Grammar School de Saint-Christophe commune aux trois îles) et des timbres-poste jusqu'en 1952.
Le 27 février 1967, le Royaume-Uni accorde un statut d'autonomie à l'État associé de Saint-Christophe, Niévès et Anguilla. Dès le début des négociations, mi-janvier, des Anguillais avaient exprimé leur désaccord qui se traduit par quelques violences. Le 30 mai, les Anguillais se soulèvent, chassent la police de Saint-Christophe et mettent en place un conseil législatif. Le 16 juin, Anguilla se retire unilatéralement de l'État associé.

### Séparation d'avec Saint-Christophe et Niévès
Une association de Canadiens, menée par Leopold Kohr, alors professeur d'économie à Porto Rico, apporte son soutien aux Anguillais pour créer un État indépendant. Le 11 juillet 1967, un référendum sur la sécession d'avec Saint-Christophe-et-Niévès recueille 1 813 voix pour et 5 contre. L'indépendance est proclamée dès le lendemain mais n'est évidemment pas reconnue par le Royaume-Uni. Sur le conseil de Leopold Kohr, et conformément à sa théorie du développement endogène, Anguilla refuse de permettre aux sociétés hôtelières américaines de bétonner le littoral et refuse de concéder à l'armateur Aristote Onassis la construction d'un port privé de transbordement.
En janvier 1968, un fonctionnaire britannique est nommé pour « exercer une autorité administrative minimale » et tenter d'arriver à un accord entre Anguilla et Saint-Christophe. À la suite de l'échec des négociations, un second référendum est organisé en janvier 1969 par le Royaume-Uni, à l'issue duquel 1 739 voix se prononcent pour la sécession et 4 contre. Anguilla se déclare « République indépendante » le 6 février. Un nouveau négociateur est nommé, il arrive à Anguilla le 11 mars et est expulsé le jour même. Huit jours plus tard, le 19 mars, le Royaume-Uni envoie 315 « Diables rouges » de la 16e brigade de parachutistes, soutenus par des hélicoptères, la Royal Navy, la Royal Air Force et un détachement de la police de Londres investir l'île pour « ramener l'ordre ». Les Anguillais n'opposent aucune résistance sinon quelques crachats et insultes[réf. nécessaire]. La presse britannique titre sur la « Baie des Cochonnets », le « Blitzkrieg de papier », ou la « Guerre dans une tasse de thé » ; au Parlement britannique un député félicite le Premier ministre Harold Wilson d'avoir trouvé un adversaire à sa taille.
Les parachutistes britanniques sont rapidement remplacés par ceux du génie, qui réparent les conséquences de 150 ans de négligence de la part de Saint-Christophe. À compter du 15 septembre 1969, le statut d'Anguilla devient très flou. Théoriquement rattachée à cette date à l'État associé de Saint-Christophe, Niévès et Anguilla qui l'ignore activement (dès 1969, par exemple, les forces de défense ne mentionnent plus que Saint-Christophe et Niévès dans leur nom), elle est gouvernée directement via des « accords provisoires » avec le Royaume-Uni. Ce n'est que le 19 décembre 1980 qu'Anguilla est reconnue comme une colonie séparée de Saint-Christophe, avant d'adopter une constitution le 1er avril 1982 qui lui accorde le régime d'autonomie.

### Autonomie politique
Le 1er avril 1982, Anguilla se dote d'une constitution qui en fait un territoire britannique distinct. En 1985, Anguilla adhère à l'Organisation des États de la Caraïbe orientale. La constitution est modifiée le 30 mai 1990 puis en 2019.

## Politique
Le gouverneur est le représentant du roi Charles III. Il est nommé par le gouvernement britannique. La fonction est occupée par Julia Crouch depuis le 11 septembre 2023. Le chef du gouvernement, appelé premier ministre (« ministre en chef » jusqu'en 2019), est désigné par le gouverneur parmi les membres du parlement. Le poste est occupé par Cora Richardson-Hodge depuis le 27 février 2025. 
L'Assemblée comporte sept membres élus, deux membres d'office et deux nommés.

## Administration
Anguilla est divisée en quinze districts.

## Économie

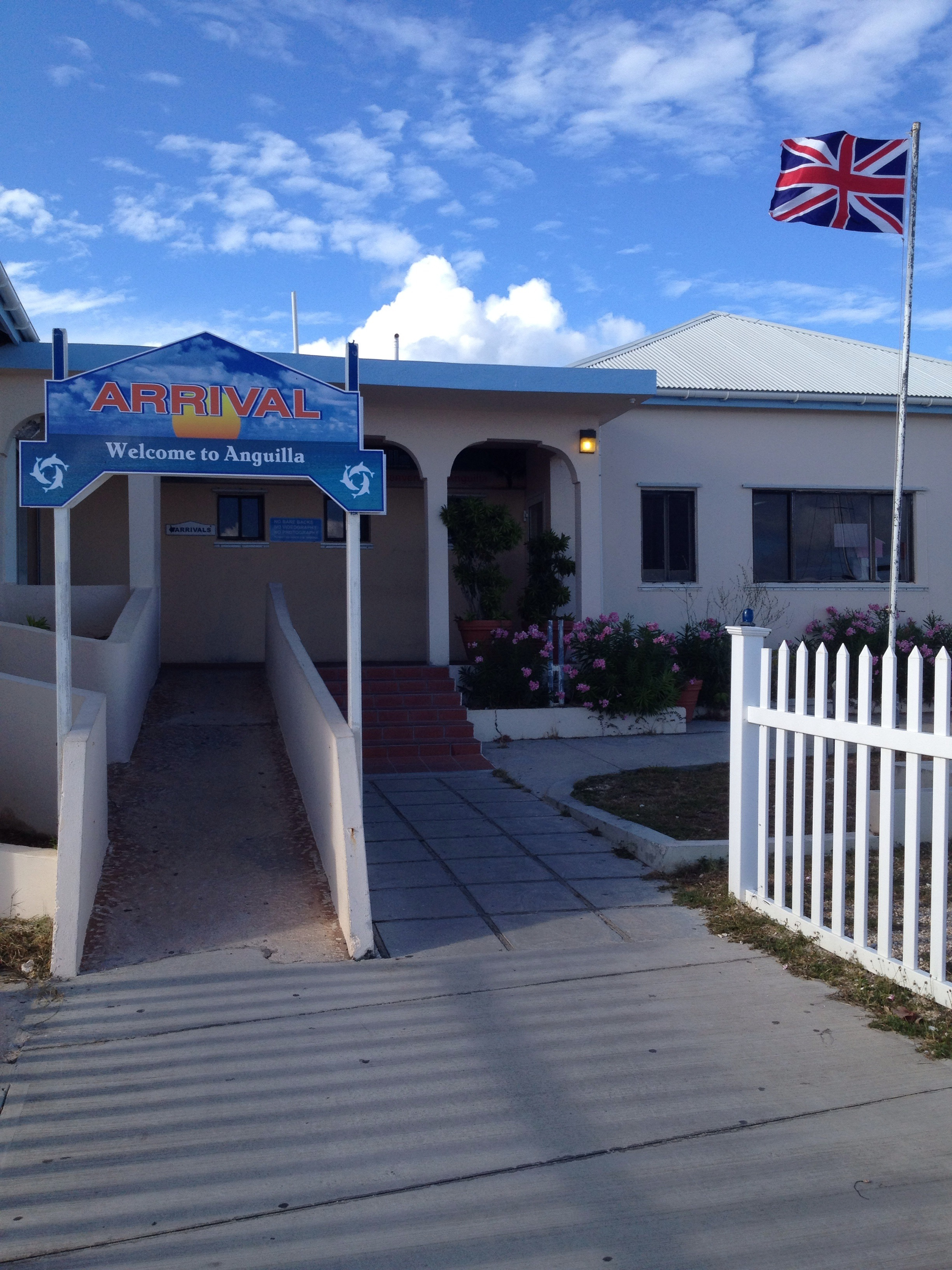
Gare maritime.

Les activités traditionnelles comme l'élevage de bétail, la pêche côtière (437 t en 2003) dont la langouste, la production de sel et la construction de bateaux ont été supplantées par l'industrie touristique (47 000 visiteurs en 2003) qui fournit les deux tiers du PIB. Anguilla accueille aussi 6 500 sociétés, surtout financières, attirées par un régime fiscal favorable : 0 % d'impôts, mais les frais de création sont élevés.
Le dollar des Caraïbes orientales (XCD) et le dollar américain (USD) y ont cours.
Le PNB était de 112 millions de dollars US en 2002. En 1999, la valeur des exportations était de 2,6 millions de dollars, celle des importations de 80,9 millions.
Le 6 septembre 2017, l'île est dévastée par l'ouragan Irma.
Le nom de domaine d'Anguilla, .ai, connaît une demande importante en 2023 en raison des initiales qui sont les mêmes que celles de l'intelligence artificielle. Les entreprises doivent payer 60 $ par an pour avoir le droit de l'utiliser. En 2023, 175 000 noms de domaine sont enregistrés, soit un doublement en trois ans,. Cette année-là, les enregistrements ont généré 32 millions $ de revenus, soit environ 20% des revenus du gouvernement de cette année.

## Démographie
En juillet 2020, la population d'Anguilla est estimée à 18 090 habitants. Anguilla comptait environ 6 500 habitants au moment de sa révolution en 1967, 9 660 en 1992 et environ 15 000 en 2011.
Selon le Pew Research Center, en 2010, 90,6 % des habitants d'Anguilla sont chrétiens, principalement protestants (84,2 %) et dans une bien moindre mesure catholiques (5,7 %). De plus, 2,9 % de la population pratique une religion populaire.

## Culture

### Médias
- Anguilla Focus

- Anguilla TV

### Philatélie
Jusqu'en 1903, ce sont les timbres-poste britanniques des îles Leeward qui sont utilisés à Anguilla. De 1903 à 1952, ceux de la colonie de Saint-Christophe-et-Niévès ont cours et le nom d'Anguilla est imprimé dans la légende des timbres seulement en 1952. Néanmoins, en 1950, des timbres précédents sont surchargés pour le tricentenaire de la colonisation britannique d'Anguilla.
En 1967, pendant le soulèvement indépendantiste à Anguilla, des timbres de Saint-Christopher-Nevis-Anguilla sont surchargés « Independent Anguilla ». En 1971, les timbres émis localement portent le titre du « Commissaire de Sa Majesté à Anguilla ». Les premiers timbres à porter légalement le nom d'Anguilla sont émis pour Pâques 1981 et représentent des personnages de la Walt Disney Company. Le portrait du souverain britannique ou son monogramme royal apparaissent sur les timbres d'Anguilla.
Au sein du service postal d'Anguilla, un comité sélectionne les sujets du programme philatélique dont les timbres sont ensuite approuvés par le Bureau des Affaires étrangères et du Commonwealth et le souverain britanniques. L'imprimeur est choisi par le service postal (House of Questa puis Cartor depuis les années 2000). Certains agents philatéliques ont des liens spécifiques avec Anguilla, telle la compagnie britannique John Lister dès 1967.

## Patrimoine

### Patrimoine civil

#### Musées
- Le Musée du patrimoine anguillais dans le district d'East End propose une vision de l’histoire de l’île à travers un assortiment d’objets à travers les âges.

#### Domaines
- La Maison Wallblake à The Valley, ancienne plantation, construite en 1787. C'est aujourd'hui le lieu de résidence du prêtre de l'église Saint-Gérard adjacente du domaine.

##### Parcs
- Le Parc national de Fountain Cavern, situé à Shoal Bay Village, a été créé en 1985.

### Patrimoine religieux
- L'église Saint-Gérard, à The Valley construite au XXe siècle.

#### Anguilla
- Culture anguillaise, Musée du patrimoine anguillais d'East End
- Registre international Mémoire du monde (Anguilla)
- Langues à Anguilla, anglais et créole anguilais (es) (variante de créole antillais)
- Démographie d'Anguilla
- Économie d'Anguilla (es) (tourisme, banque offshore, langouste)
- Histoire d'Anguilla (es), Saint-Christophe-Niévès-Anguilla (1958-1983), République d'Anguilla (1967-1969)
- Politique à Anguilla, Gouverneur d'Anguilla, Premier ministre d'Anguilla, Assemblée d'Anguilla